# Sven Lidman

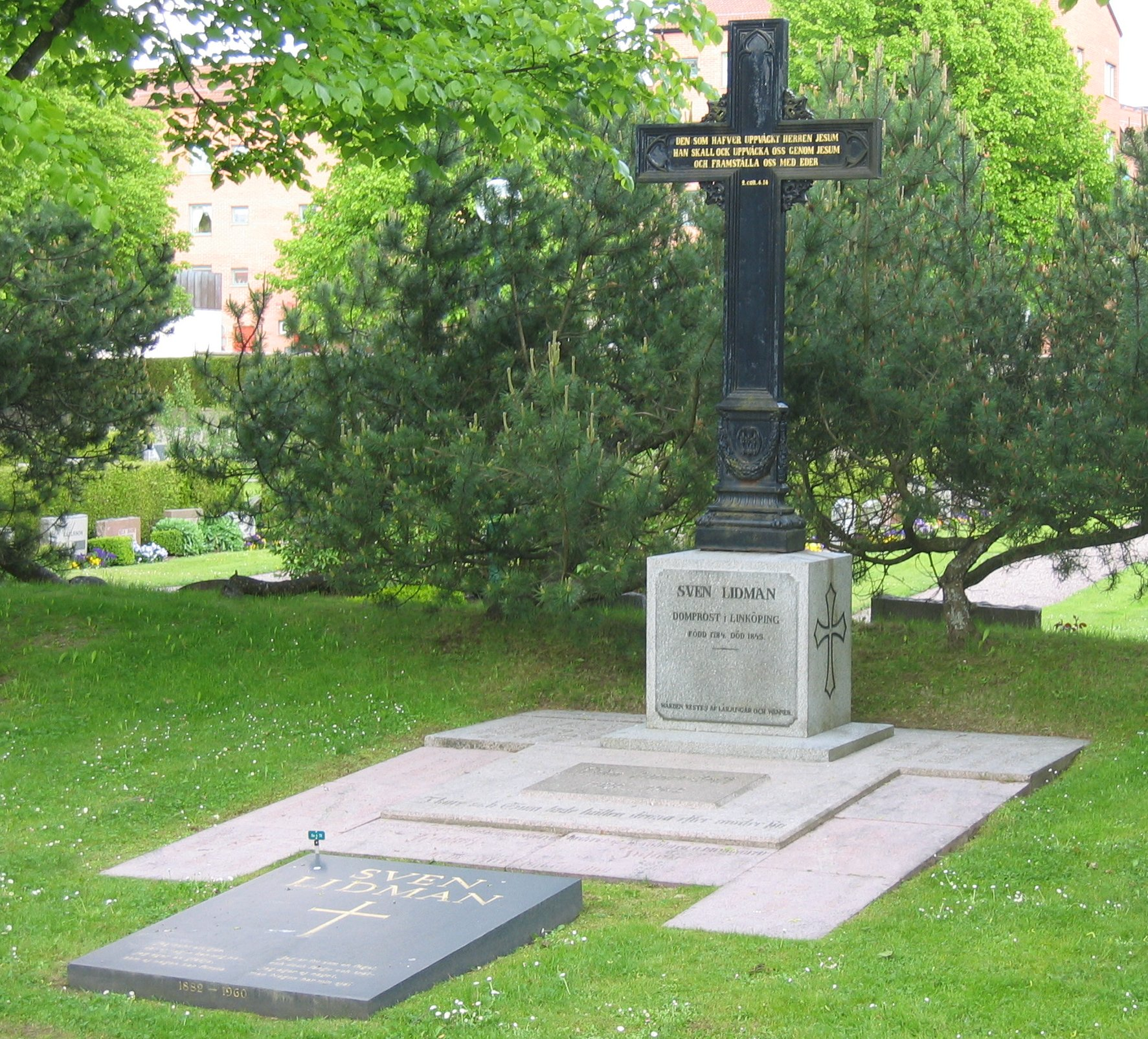
Lidmans Grab auf dem Friedhof von Linköping

Carl Hindrik Sven Rudolphsson Lidman (* 30. Juni 1882 in Karlskrona; † 14. Februar 1960 in Stockholm) war ein schwedischer Schriftsteller.

## Leben
Er verfasste religiöse Erbauungsbücher, historische Romane, symbolische Lyrik sowie Memoiren.
Zu seinen Werken zählen unter anderem die „Silfverstaahl“-Romane.
Der junge dekadente Offizier, Dichter und Romanverfasser erfuhr 1917 eine religiöse Bekehrung und wurde 1921 für die in Schweden stark wachsende Pfingstbewegung gewonnen. Er nahm dort bald als Prädikant und Herausgeber der Zeitschrift Evangelii Härold nach dem Gründer Lewi Pethrus eine zentrale Stellung ein. Dies wird in Per Olov Enquists Roman Lewis Reise beschrieben.
Seine Söhne sind Sven Lidman (1921–2011), Herausgeber mehrerer Enzyklopädien, und Sam Lidman (1923–2012), Schriftsteller.